# Dichantharellus
Dichantharellus — рід грибів родини Lachnocladiaceae. Класифіковано у 1966 році.

## Класифікація
До роду Dichantharellus відносять 2 види:
- Dichantharellus brunnescens
- Dichantharellus malayanus